# Soliedra
Soliedra település Spanyolországban, Soria tartományban. Soliedra Coscurita, Escobosa de Almazán, Momblona és Morón de Almazán községekkel határos. Lakosainak száma 33 fő (2024).

## Népesség
A település népessége az elmúlt években az alábbi módon változott:
| Lakosok száma | 40   | 37   | 38   | 38   | 34   | 36   | 34   | 32   | 31   | 33   |
|               | 2001 | 2004 | 2007 | 2009 | 2012 | 2014 | 2017 | 2019 | 2022 | 2024 |